# Festuca monticola
Festuca monticola es una especie de planta herbácea perteneciente a la familia de las poáceas. Es originaria de argentina y Chile. 

## Taxonomía
Festuca monticola fue descrita por Rodolfo Amando Philippi  y publicado en Anales de la Universidad de Chile 43: 576. 1873.
Etimología
Festuca: nombre genérico que deriva del latín y significa tallo o brizna de paja, también el nombre de una mala hierba entre la cebada.
monticola: epíteto latino  que significa "que se encuentra en la montaña".
Sinonimia
- Festuca gracillima var. monticola (Phil.) St.-Yves	[4][5]